# Сербско-болгарская война
Сербско-болгарская война — война между Сербией и Болгарией. Боевые действия велись с 2 (14) по 16 (28) ноября 1885 года. Заключительный мирный договор был подписан 3 марта 1886 года в Бухаресте. Итогом войны явилось признание европейскими государствами акта Объединения Болгарии.

## Повод к войне
18 сентября 1885 года вопреки мнению России и большинства других держав Болгария и автономная турецкая провинция Восточная Румелия объявили о своём объединении в городе Пловдив. Это событие спровоцировало Болгарский кризис. Австро-Венгерская империя особенно волновалась по этому поводу, так как усиление Болгарии угрожало австрийскому влиянию на Балканах. Австро-Венгрия подстрекала Сербию вступить в войну с ещё не окрепшим княжеством Болгарией, обещая Сербии территориальные приобретения в Западных Балканах. Официально война началась, когда сербский король Милан Обренович объявил войну Болгарии 14 ноября 1885 года. Сербия надеялась, что в войну на её стороне вступит Османская империя. Но Порта не захотела вмешиваться в этот конфликт, не в последнюю очередь из-за дипломатического давления на неё со стороны России.

## Боевые действия

### Сербия
Сербская армия была экипирована стрелковым оружием по самым последним военным стандартам, однако многие солдаты ещё плохо умели обращаться с новыми винтовками. Офицеры, имевшие ещё мало опыта в обращении с новым оружием, отдавали приказ стрелять на расстояние более 1,5 км. При этом тратилось впустую много боеприпасов, которые были закуплены по нормам, рассчитанным на устаревшие и менее скорострельные винтовки. Вскоре сербским солдатам стало катастрофически не хватать патронов. Сербская артиллерия оставляла желать лучшего.
В Сербии было много внутренних проблем, которые свели на нет все преимущества её армии. На боевых качествах сербской армии сказалось также странное поведение сербского короля Милана I, который поставил во главе армии молодых офицеров, а не опытных военачальников. Недооценивая болгарские вооружённые силы и опасаясь мятежей своих граждан против этой войны, Милан I приказал мобилизовать только солдат первого класса пехоты (новичков моложе 30 лет). Это была только половина ресурсов Сербии. При этом он лишил сербскую армию её ветеранов, участников войн против Турции. Милан I ввёл в заблуждение сербских солдат. В декларации к армии он объявил, что сербы идут на помощь болгарам в войне против Турции. Солдаты были сбиты с толку: им пришлось воевать с болгарами, вместо того чтобы нападать на турок.

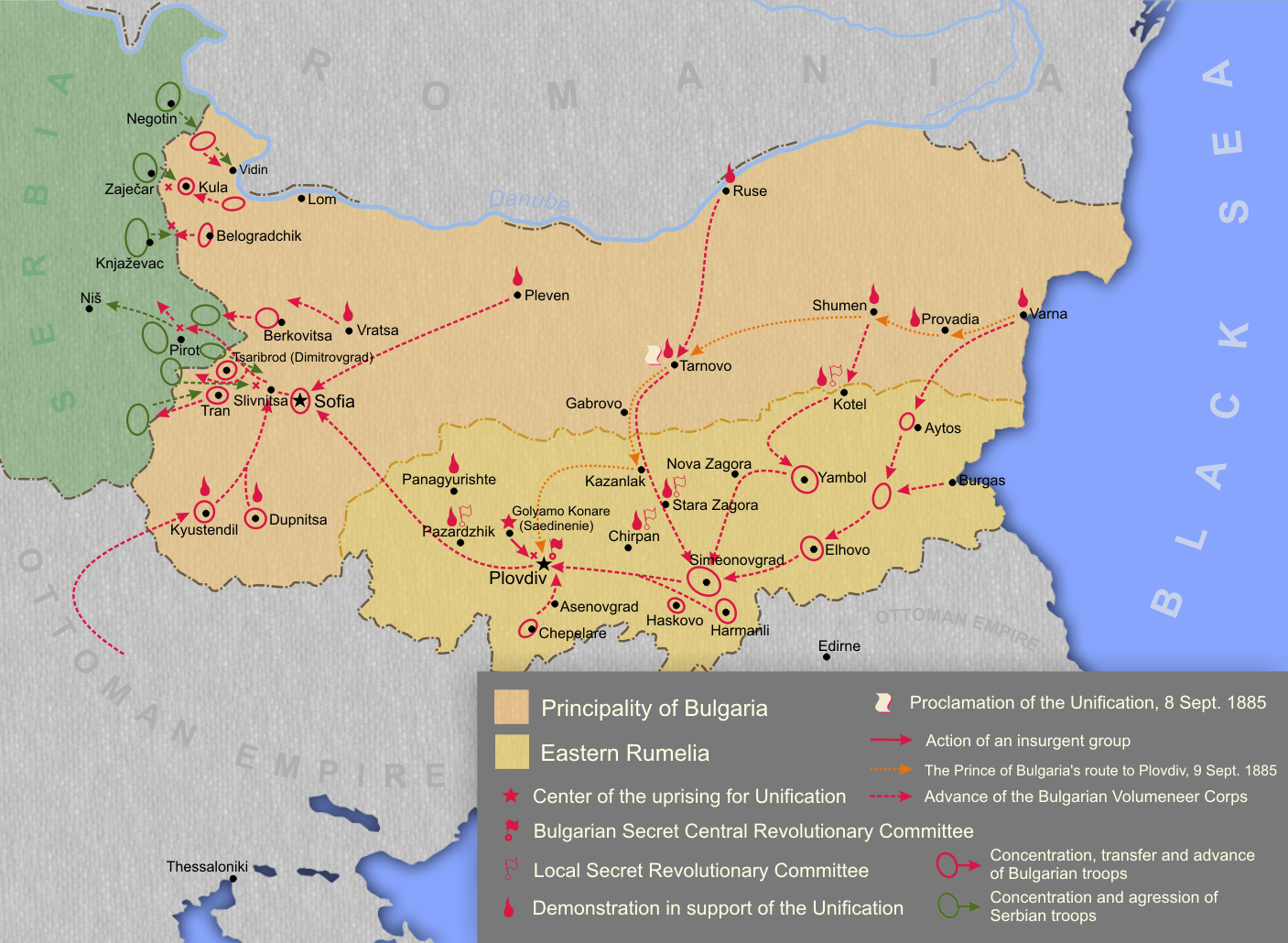
Сербско-болгарская война

### Болгария
На Болгарию оказывала давление Россия, вследствие чего возник болгарско-русский конфликт. В ответ на акт объединения Россия отозвала русских офицеров, служивших в болгарской армии. В результате болгарская армия не имела офицеров выше чина капитана, и за войной закрепилось название «Война капитанов против генералов». Болгария опасалась нападения Турции, и поэтому большинство её войск находилось на юго-восточной границе страны. Когда началась война, Болгарии потребовалось 5-6 дней, чтобы осуществить передислокацию войск на запад и северо-запад страны. Кроме того, болгарская артиллерия превосходила сербскую по всем параметрам.

### Сражения
Непосредственной причиной войны послужил незначительный пограничный спор: река Тимок проходила на границе между Болгарией и Сербией. Но в течение нескольких лет река изменила своё течение. Это привело к изменению её местоположения. Сербская пограничная гауптвахта у деревни Брегово оказалась на болгарском берегу. Сербия отклонила несколько запросов Болгарии, касающихся эвакуации сербской гауптвахты. Тогда Болгария выдворила сербские отряды силой. Этот конфликт известен как «спор Брегово».

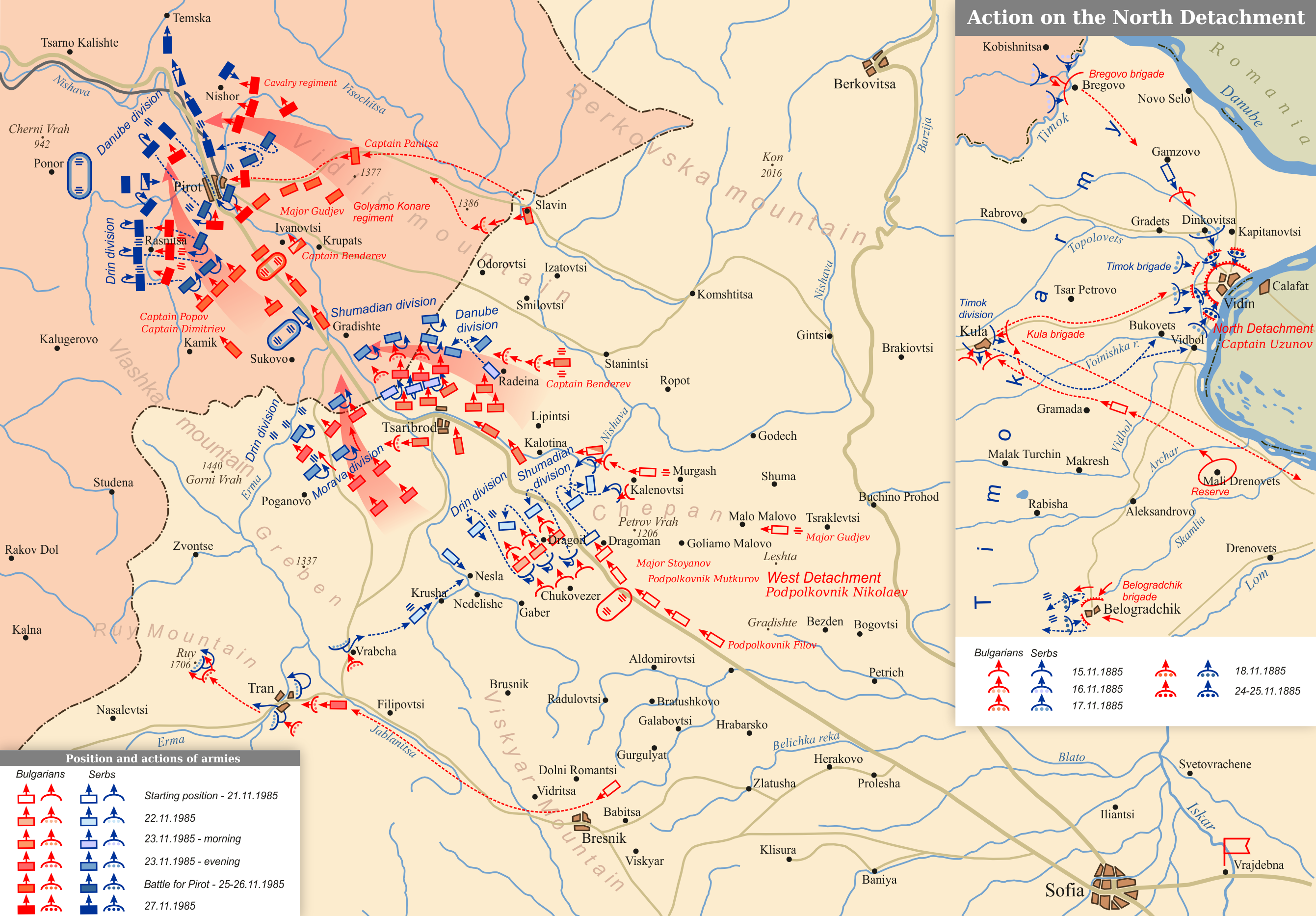
Контрнаступление болгарской армии (22-27.XI.1885)

После этого конфликта Сербия, подстрекаемая Австрией, начала боевые действия. После нескольких неудачных сражений, главным из которых была битва при Сливнице 17—19 ноября, сербская армия от наступления перешла к обороне. Болгарская армия перенесла боевые действия на сербскую территорию.
После того как болгары захватили город Пирот, Австро-Венгрия предупредила Болгарию, что если болгарская армия не отступит, то Австрия вмешается в войну. 28 ноября австрийский посол в Белграде Рудольф Кевенхюллер потребовал от имени австрийского правительства немедленно прекратить боевые действия. В свою очередь Россия, которая, хотя и не поддерживала Болгарию в этой войне, пригрозила Австро-Венгрии, что если последняя вмешается в войну, то это для неё будет иметь большие последствия. На почве таких заявлений возник очередной австро-русский конфликт на Балканах. Всё это привело к тому, что такие великие державы как Австро-Венгрия, Россия, Османская империя и Германия (Германия втайне от России поддерживала действия Австро-Венгрии) оказались на грани войны.

## Конец войны

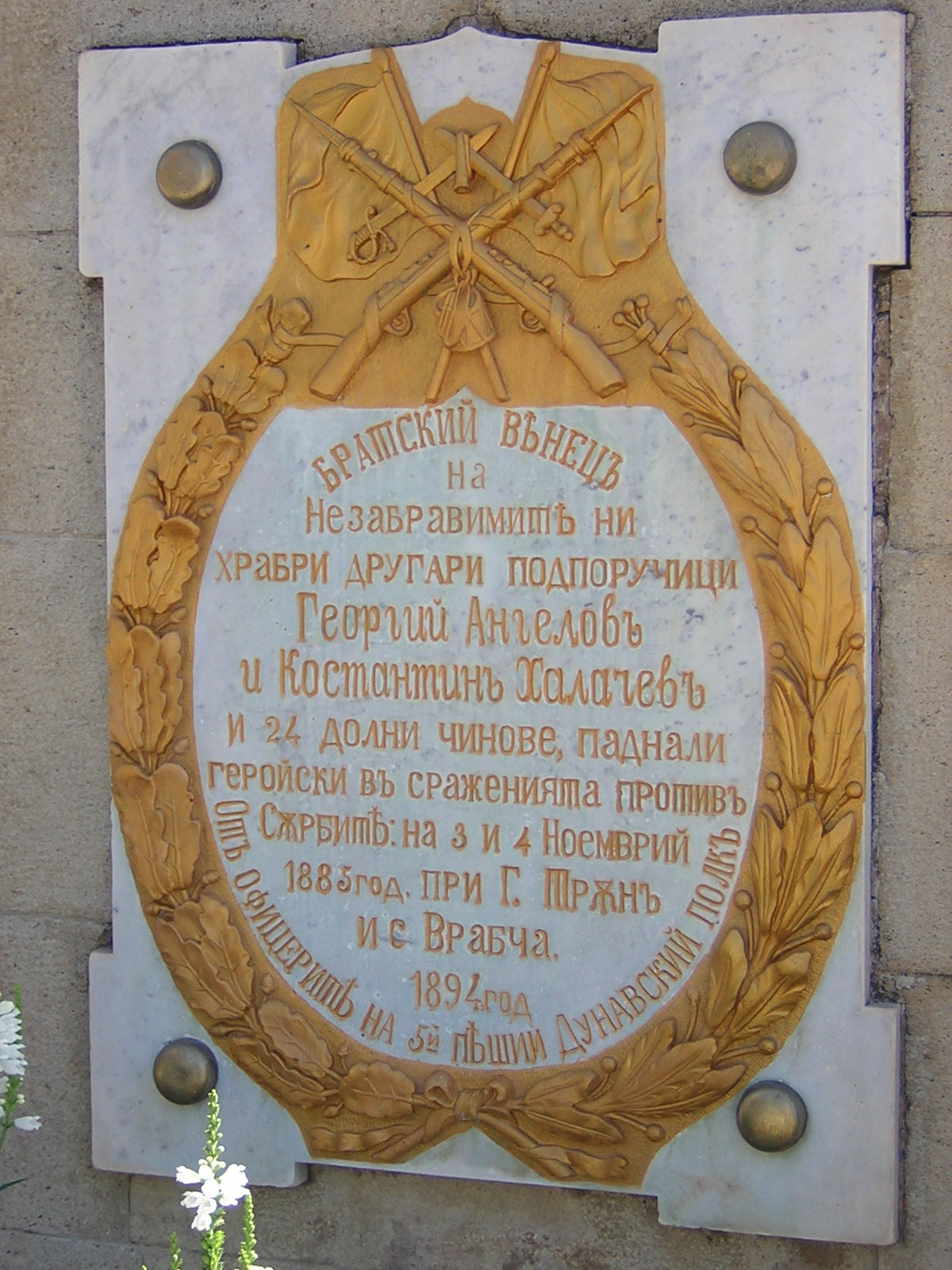
Памятник погибшим на войне в болгарском городе Трын

Перемирие было подписано 21 декабря. 3 марта 1886 года в Бухаресте был подписан мирный договор. Австрийское вмешательство от имени сербов вынудило Болгарию принимать довоенное урегулирование мира. Не было сделано никаких территориальных изменений ни в одной из участвовавших в войне стран. Однако болгарское объединение было признано Великими державами.
Внешнеполитическим итогом войны европейского масштаба стал распад Союза трёх императоров, объединявшего Германию, Австро-Венгрию и Россию. В 1887 году соответствующий договор не был продлён, и Германия с Россией подписали Договор перестраховки без австрийского участия.

## Статистика Сербско-болгарской войны
| Страны   | Население 1885 г. | Войск   | Убито | Ранено | Умерло от ран | Умерло от болезней |
| -------- | ----------------- | ------- | ----- | ------ | ------------- | ------------------ |
| Болгария | 3 050 000         | 108 000 | 771   | 4 232  | 242           | 234                |
| Сербия   | 1 950 000         | 120 000 | 746   | 4 570  | 240           | 472                |
| Всего    | 5 000 000         | 228 000 | 1517  | 8802   | 482           | 706                |